# Córrego do Ouro
Córrego do Ouro est une municipalité brésilienne de l'État de Goiás et la microrégion d'Iporá.